# Johann Wilhelm Hanne
Johann Wilhelm Hanne (* 19. Dezember 1813 in Harber, heute Hohenhameln; † 21. November 1889 in Hamburg-Eppendorf) war ein protestantischer Theologe.

## Leben
Hanne studierte Theologie in Göttingen, Halle und Berlin. Er privatisierte von 1837 bis 1840 in Wolfenbüttel, hielt dann bis 1850 in Braunschweig Vorlesungen und wurde 1851 Pastor in Betheln. Wegen seiner offenen Agitation gegen den sittlichen Verfall in der Gemeinde wurde er 1854 nach Salzhemmendorf versetzt. 1861 wurde er als Professor für praktische Theologie an die Universität Greifswald berufen und wirkte zugleich als Pastor an der dortigen St.-Jakobi-Kirche.
Seine Beteiligung am Protestantenverein war Anlass für allerlei Anfechtungen. Dies gilt ebenso für seinen Sohn Johannes Robert (1842–1923), der 1871 vom preußischen Kirchenregiment und infolgedessen auch vom sächsischen Kultusministerium für unfähig erklärt wurde, ein Predigtamt zu bekleiden. Erst 1874 verhalf ihm Karl Schwarz zur Pfarrstelle in Waltershausen, seit 1879 war er Pastor in Hamburg-Eppendorf. Dessen Sohn Günther Hanne (1881–1913) starb beim Absturz des Luftschiffs LZ 14 am 9. September 1913.
Hanne war seit 1875 verheiratet mit Sophie, geb. Balthasar (1834–1918), einer Tochter des Gützkower Pfarrers und späteren Superintendenten Johann Carl Balthasar (1784–1853).

## Schriften
- Rationalismus und speculative Theologie in Braunschweig. Braunschweig 1838
- Friedrich Schleiermacher als religiöser Genius Deutschlands. Braunschweig 1840
- Der moderne Nihilismus und die Strauß’sche Glaubenslehre im Verhältniß zur Idee der christlichen Religion. Bielefeld 1842
- Antiorthodox. Braunschweig 1846 Digitalisat
- Der christliche Glaube im Kampfe mit dem modernen Aufklärungsschriftenthum und der Widerspruch des letztern mit der Vernunft. Jena 1850 Digitalisat
- Vorhöfe zum Glauben. Jena 1851
- Zeitspiegelungen. Hannover 1852 Digitalisat
- Erbauliches und Beschauliches aus dem Nachlasse von Karl Barthel. Halle 1853 Digitalisat
- Bekenntnisse, oder drei Bücher vom Glauben. Hannover 1858, 2. Aufl. 1865
- Die Idee der absoluten Persönlichkeit. Hannover 1861–62, 2 Bde.; 2. Aufl. 1865
- Anti-Hengstenberg. Elberfeld 1867 Digitalisat
- Geist des Christentums. Elberfeld 1867
- Die Kirche im neuen Reich. Berlin 1871